# 프레드릭 잭슨 터너

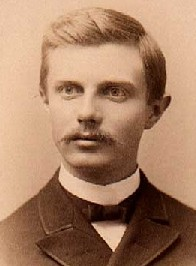
프레드릭 잭슨 터너

프데드릭 잭슨 터너(영어: Frederick Jackson Turner, 1861년 11월 14일 ~ 1932년 3월 14일)는 19세기 후반 대표적인 미국의 역사학자이다.

## 생애
프레드릭 잭슨 터너는 1861년 12월 14일 미국위스콘신의 포티지에서 태어나 1932년 3월 14일 캘리포니아주의 산마리노에서 죽었다.
그의 아버지는 공화당 정치가였으며 어머니는 선생님이었다. 터너의 유년시절, 당시 포티지는 미국 개척자들과 인디언 원주민들이 공존하던 지역이었으며, 이는 후에 프레드릭의 프런티어 사상의 뿌리가 되었다.
터너는 1880년에 위스콘신 대학교에 입학하였다. 그 곳에서 윌리엄 F. 앨런 교수로부터 역사제도주의의 중요성을 배웠으며, 이는 후에 그의 사상에 큰 영향을 미쳤다.
이후 1884년 위스콘신 대학을 졸업하고 그 곳에서 석사학위까지 마쳤다. 후에 1888년 박사학위를 위해 존스 홉킨스 대학으로 옮겨 갔으며, 논문으로 ‘위스콘신 지역의 인디언 교역의 특징과 영향’ (1891)을 썼다. 이 논문은 터너의 프런티어 사관의 원형적 모습을 보여준다. 터너는 유럽보다는 미국에 중점을 두고 연구한 역사학자들 중 하나이다.
1889년 시카고에서 결혼하여 두 명의 자녀를 낳았다.
이후 교수로서 활동을 했는데, 1889년부터 1910년까지 위스콘신 대학교에서 역사에 대한 강의를 하였다. 1893년에 “미국 역사에서 프런티어의 의미” The Significance of the Frontier in American History를 썼다.
또한, 1906년의 Rise of the New West, 1819-1829와 1921년의 The The Frontier in American History 등 그의 사상을 대표하는 글들을 저작했다.
이후 1910년에 하버드 대학에 가서 교수직을 이어서 하다가, 1924년에 은퇴했다. 은퇴 후에도 헌팅튼 도서관에서 계속 학문적 연구를 이어갔으며, 1932년 생을 마감했다.
죽고 난 뒤 발표된 The significance of sections in American history는 퓰리처상 역사부분을 수상했다.

## 사상
프런티어 사관 (Frontier Thesis)은 그의 학술적 논문 "미국사에 있어서 프런티어의 의의 (The Significance of The Frontier In American History)"에서 처음 소개된 개념으로 1983년 시카고에서 콜럼버스 항해의 400주년을 기념하기 위해 열린 행사의 일환으로 개최된 미국 역사학회(American Historical Association)의 연차 대회에서 발표되었다. 비록 그의 사상은 그 시대에는 인정받지 못하였지만 현대 역사학자들에게 미국사를 설명하는데에 있어서 중요한 요인이 되었다. 터너는 서부 진출의 역사가 미국의 문화와 국민성을 형성하는데 크게 기여했다고 보았다. 미국 역사에서의 서부 개척은 단순히 변경을 확장시킨데에서 그치지 않고 서부에 펼쳐진 광활한 개방지 (free land)에서 누구든지 독립적이고 자유로운 삶을 개척할 수 있다는 점에서 미국 민주주의의 시초가 되었다는 점에서 의의를 갖는다. 프런티어는 직선적이 아니라 광범위하게 진행되었기 때문에, 특정 지역에 국한된 현상이 아니라, 미국 전국에 걸쳐 영향을 끼쳤다. 서부로 진출함에 따라 미국인들은 유럽의 악습을 타파하고 불필요한 제도 등으로부터 벗어나 새로운 환경에 어울리는 미국의 고유한 해결책을 형성해나가기 시작했다. 따라서 예전에는 미국의 국민성을 유럽에서부터의 뿌리에서 찾았던 것에 반해 프런티어 사관으로 하여금 미국 토지 자체에 힘을 부여하여 결과적으로 미국의 독립성을 정립하였다. 이러한 프런티어는 미국의 지정학적인 주체사상이 되었고, 역사적으로는 독립선언과도 같은 의미를 가졌다. 그리고 미국의 이민자들에게 기회를 제공함으로써 평등주의와 개인주의를 기반으로 둔 국민성을 갖게 하였다.
반면에 반론자들은 이러한 서부 개척이 미국의 위대한 개척 정신에 기반을 하지 않은 단순한 토지 경작과 토지 수명과 관련돼 필연적으로 발생한 현상으로 보았다. 그래서 혁신적인 사상이라기보다는 모방적이고 필요에 의한 것이라고 비판하였다. 그리고 미국 내부에서 일어났기 때문에, 유럽과의 관계 속의 미국을 보지 못해 지나치게 미국 중심적으로 편향되었다는 의견이 있다.

## 영향
프런티어사관은 미국과 유럽의 정부가 다르다는 점을 들어서 유럽의 영향만을 중시했던 기존의 미국역사관을 비판하고, 새로운 역사의 해석 방법을 제시하였다. 미국의 루즈벨트 대통령은 뉴딜정책을 펼칠 시기에 새로운 프런티어를 찾으려는 노력이 프런티어사관의 영향에서 나온다.
한편 다른 시각에서는 20세기에 특히 아시아로의 미국제국주의를 형성하는데 영향을 주었다고 주장한다. 이 주장은 두개의 세계 전쟁을 통해서 민주주의를 발전시키고, 해외원조를 하고, 전체주의 타파하는데 동의했다.
프런티어사관은 또한 미국의 다양한 종파설립에 영향을 끼쳤다. 미국의 교회들은 프런티어사관의 특징에 맞게 진화하였다. 예를 들면, 미국의 모르몬교도가 이것의 영향을 받아 생겨났다. 프런티어 사관은 미국만의 독특한 제도, 가령 집회나 순회하면서 설교하는 방식 등 이 생겨났다.
또한 이 사상은 민중의 일상사나 영화, 소설 등에 영향을 미쳐 서부의 개인주의를 특징지었다.

## 주요 저작
- "미국사에 있어서 프런티어의 의의 (The Significance of The Frontier In American History)" (1893)